# Beta Andromedae
Pour les articles homonymes, voir Mizar.
Désignations
Beta Andromedae (β Andromedae, β And), également appelée par nom traditionnel Mirach, est une étoile géante rouge de la constellation d'Andromède. D'après la mesure de sa parallaxe annuelle par le satellite Hipparcos, elle est distante d'environ 61 pc (∼199 al) de la Terre.

## Caractéristiques physiques
Mirach est une géante rouge de type spectral M0+IIIa et d'une magnitude apparente moyenne de +2,05, rayonnant principalement dans l'infrarouge. Sa taille est à peu près équivalente à celle de l'orbite de Mercure dans le système solaire.
Comme toutes les étoiles géantes, Mirach est légèrement variable. Elle est suspectée d'être une variable semi-régulière sur une faible amplitude de magnitude (de +2,01 à +2,10).
Mirach est environ 6 fois plus massive que le Soleil et possède un noyau d'hélium ou de carbone et finira son existence comme une naine blanche.

## Environnement stellaire
Mirach possède un grand nombre de compagnons recensés dans les catalogues d'étoiles doubles et multiples, mais ces étoiles apparaissent être toutes des doubles purement optiques.

## Noms
Mirach est le nom propre de l'étoile qui a été approuvé par l'Union astronomique internationale le 20 juillet 2016. Il a également pu être orthographié Merach, Mirak, Mirac, Mirakh et al Mizar (à ne pas confondre avec le nom traditionnel de Mizar de l'étoile Zeta Ursae Majoris).
Son nom provient de l'arabe المئزر (al-mi’zar), un terme signifiant « robe ». Diverses erreurs de transcription ont formé son nom actuel.